# Чебоксаров, Владимир Васильевич
Владимир Васильевич Чебоксаров (30 декабря 1951, Тюмень, РСФСР, СССР) — советский борец классического стиля, серебряный призёр олимпийских игр, чемпион и призёр чемпионатов мира, чемпион и призёр чемпионата Европы, чемпион и неоднократный призёр чемпионатов СССР. Победитель 12 международных турниров Заслуженный мастер спорта СССР (1976). Судья международной категории по греко-римской борьбе (1986). Заслуженный тренер РСФСР по греко-римской борьбе (1991)

## Биография
Родился в 1951 году в Тюмени. с 1965 года начал занятия классической борьбой.. До окончания школы в 1969 году завоевал серебряную медаль на 11-й Всероссийской спартакиаде школьников. С 1969 года тренировался у Ю. А. Петелина.
Первые крупные успехи к борцу пришли в 1974 году, когда Владимир Чебоксаров выиграл международный турнир в Румынии и занял второе место на чемпионате СССР. на Спартакиаде народов СССР в 1967 году, оставшись четвёртым, но уже в 1969 году стал чемпионом СССР и в следующем году повторил успех, а также стал чемпионом Европы.
Был включён в олимпийскую команду. На Летних Олимпийских играх 1976 года в Монреале боролся в весовой категории до 82 килограммов. Победитель определялся по минимальному количеству штрафных баллов: за чистую победу (туше) штрафные баллы не начислялись, за победу по решению судей начислялся 1 штрафной балл; за чистое поражение начислялись 4 штрафных балла, за поражение по очкам начислялись 3 штрафных балла, за ничью 2 штрафных балла. Спортсмен, получивший до финальных схваток 6 штрафных баллов, выбывал из турнира.
В схватках:
- в первом круге тушировал на 2-й минуте Казухиро Таканиси (Япония);
- во втором круге со счётом 16-9 победил Кейю Манни (Финляндия) и получил 1 штрафной балл;
- в третьем круге в схватке с Момиром Петковичем (Югославия, будущим олимпийским чемпионом, была зафиксирована ничья со счётом 6-6, но судьи отдали победу по преимуществу югославу, и советский борец получил 3 штрафных балла[4];
- в четвёртом круге со счётом 8-3 победил Мирослава Яноту (Чехословакия) и получил 1 штрафной балл;
- в пятом круге со счётом 14-7 победил Ивана Колева (Болгария) и получил 1 штрафной балл;

В финальной схватке, несмотря на то, что на 3-й минуте тушировал Лейфа Андерссона (Швеция), занял только второе место, поскольку Момиру Петковичу исходя из штрафных баллов для первого места свою финальную схватку надо было провести хотя бы вничью, а он даже одержал победу.
Входил в состав сборной СССР с 1973 по 1980 год.
В 1981 году оставил большой спорт. Являлся заместителем председателя областного совета «Динамо»(1981—1985), тренером сборной Тюменской области (с 1985 года). С 1989 года — председатель Тюменской областной федерации по греко-римской борьбе, с 1997 по 2004 год — президент федерации Сибири по греко-римской борьбе. С 2006 года — старший инспектор-методист по спорту тюменского регионального отделения «Динамо»
В 1970—1972 годах проходил воинскую службу во внутренних войсках МВД СССР, с 1972 года находился на службе в МВД, полковник милиции в отставке. Окончил 11-ю среднюю школу г. Тюмени, Тюменский государственный университет, исторический факультет (1980).
Награждён медалью «За трудовое отличие», медалью «За безупречную службу» МВД всех трёх степеней, Золотым орденом FILA (2012). Почётный гражданин Тюмени.
В Тюмени с 1995 года ежегодно проводится юношеский турнир по греко-римской борьбе на призы Владимира Чебоксарова.

### Память
В память о Чебоксарове при жизни была названа улица в деревне Речкина (Каменское муниципальное образование, Тюменская область)